# 酮醣

果糖為酮糖的一種。
左为D-果糖，离羰基最远的手性碳原子上的羟基在右边；右为L-果糖，羟基在左侧

酮醣（英語：Ketose）是一種單醣，每一個醣分子含有一個酮基。类单醣，该单醣中氧化数最高的C原子（指定为C-2）是一个酮基。例如果糖与山梨糖。

## 性质
「多羟基酮」称为酮醣，如二羟丙酮、赤藓酮糖、木酮糖、果糖、景天庚酮糖等都是天然存在的酮糖，酮糖都是α碳上有羟基的酮。醛醣和酮醣具有醇羟基和羰基的性质，都是还原醣，因为酮醣分子内虽然无醛基，但其羰基受相邻α碳原子上羟基的影响，而呈现出还原活性。
两者的鉴别：
1. 西利万诺夫试验(Seliwanofs test)，间苯二酚于盐酸中与酮醣反应呈红色，而醛醣呈色很浅；
2. 弱氧化剂，如溴水可将醛醣氧化成相应的糖酸，而对酮醣则无氧化作用。

没有以游离态聚合的例子，但其5-磷酸酯和7-磷酸景天庚酮糖共出现于光合成的重要反应途径中（还原型戊糖磷酸循环）。此外也可通过葡萄糖的直接氧化途径，由6-磷酸葡萄糖酸的氧化和脱羧产生。5-磷酸D-核酮糖由核糖磷酸异构酶的作用，可逆地变成5-磷酸D-核糖，由磷酸核酮糖-3-差向异构酶的作用，可变成5-磷酸D-木酮糖。